# Thaleria
Genre
Thaleria est un genre d'araignées aranéomorphes de la famille des Linyphiidae.

## Distribution
Les espèces de ce genre se rencontrent en Russie et aux États-Unis en Alaska.

## Liste des espèces
Selon World Spider Catalog (version 16.5, 3/12/2015) :
- Thaleria alnetorum Eskov & Marusik, 1992
- Thaleria evenkiensis Eskov & Marusik, 1992
- Thaleria leechi Eskov & Marusik, 1992
- Thaleria orientalis Tanasevitch, 1984
- Thaleria sajanensis Eskov & Marusik, 1992
- Thaleria sukatchevae Eskov & Marusik, 1992

## Publication originale
- Tanasevitch, 1984 : New and little known spiders of the family Linyphiidae (Aranei) from the Bolshezemelskaya tundra. Zoologicheskii Zhurnal, vol. 63, p. 382-391.